# 신현희
신현희(1993년 1월 7일 ~ )는 대한민국의 가수이다.

## 방송
- 2014년 MBC NET 《문화콘서트 난장》
- 2022년 UMAX 《원더캐리어 in 제주》
- TV조선 《국가가 부른다》 (2022) - 게스트

## 앨범
- 2014년 캡송
- 2015년 신현희와 김루트
- 2015년 날개
- 2015년 왜 때려요 엄마
- 2015년 짝사랑은 힘들어
- 2016년 인연이란게 원래 그냥 그래
- 2016년 신루트의 이상한 나라
- 2016년 참지마요
- 2016년 오 마이금비
- 2016년 다이하드
- 2017년 김과장
- 2017년 수상한파트너
- 2017년 숨소리
- 2017년 언젠가
- 2017년 같이 같이
- 2018년 난장 518분 페스티벌 라이브

## 공연
- 2019년 그린플러그드 서울 2019
- 2019년 산짓물 공원콘서트